# 17 czerwca
17 czerwca jest 168. (w latach przestępnych 169.) dniem w kalendarzu gregoriańskim. Do końca roku pozostaje 197 dni.

## Święta
- Imieniny obchodzą: Adolf, Adolfa, Albert, Alina, Awit, Awita, Daria, Drogomysł, Franciszek, Gundolf, Herweusz, Hipacy, Izaur, Izaura, Laura, Marcjan, Montan, Nikander, Nikandra, Piotr, Radomił i Waleriana.
- Islandia – Rocznica Proklamacji Republiki
- Polska – Święto Wojsk Pancernych i Zmechanizowanych – Dzień Czołgisty (na pamiątkę powrotu do Polski 1. pułku czołgów Armii Polskiej gen. Józefa Hallera w 1919)[1]
- Międzynarodowe – Światowy Dzień Walki z Pustynnieniem i Suszą (ustanowione przez Zgromadzenie Ogólne ONZ)
- Wspomnienia i święta w Kościele katolickim[2][3] obchodzą:
  - św. Adam Chmielowski (Albert Chmielowski), polski zakonnik, założyciel zgromadzenia albertynów
  - św. Alina z Forest, belgijska dziewica i męczennica z VIII wieku
  - św. Herweusz, śpiewak
  - bł. Józef Maria Cassant (prezbiter)
  - bł. Teresa Portugalska, żona króla Leónu

## Wydarzenia w Polsce
- 1299 – Książę raciborski Przemysław zmienił ustrój Raciborza nadając mu prawo magdeburskie w miejsce flamandzkiego.
- 1330 – Wojna polsko-krzyżacka: wojska krzyżackie zdobyły i spaliły Nakło nad Notecią, zabijając 66 osób.
- 1341 – Biskup warmiński Herman z Pragi utworzył warmińską kapitułę kolegiacką z siedzibą w Pierzchałach koło Braniewa.
- 1642 – Oława została spalona przez wojska szwedzkie.
- 1657 – Potop szwedzki: po trzydniowym oblężeniu wojska szwedzko-siedmiogrodzkie zajęły Warszawę.
- 1739 – W lesie pod Zieloną Górą został obrabowany i zabity przez dwóch rosyjskich oficerów szwedzki dyplomata Malcolm Sinclair, co stało się jednym z powodów wybuchu wojny szwedzko-rosyjskiej.
- 1793 – W Grodnie rozpoczął obrady ostatni Sejm Rzeczypospolitej Obojga Narodów.
- 1794 – Insurekcja kościuszkowska: Rada Najwyższa Narodowa powołała Sąd Najwyższy Kryminalny.
- 1831 – Powstanie listopadowe: rozpoczęła się bitwa pod Kockiem.
- 1920 – Powołano Szkołę Morską w Tczewie.
- 1924 – Synod Kościoła Ewangelicko-Reformowanego w Polsce powołał Katarzyne Tosio na katechetkę w szkołach publicznych oraz do pomocy duchownym kościoła w misji wewnętrznej (została tym samym pierwszą kobietą, która sprawowała funkcję ogólnokościelną oraz pierwszą kobietą-katechetą w Kościele)[4].
- 1928 – Otwarto Muzeum Stefana Żeromskiego w Nałęczowie.
- 1933 – Oddano do użytku Zbiornik Otmuchów wraz z elektrownią wodną.
- 1934:
  - Prezydent RP Ignacy Mościcki wydał rozporządzenie o utworzeniu obozu odosobnienia w Berezie Kartuskiej.
  - Odbył się nielegalny zjazd Towarzystwa Szkoły Białoruskiej.
- 1939 – Oficer wywiadu Jerzy Sosnowski został skazany na karę 15 lat pozbawienia wolności i karę grzywny w wysokości 200 tys. zł. za zdradę i współpracę z Niemcami.
- 1942 – Niemcy zlikwidowali po walce należącą do Narodowych Sił Zbrojnych drukarnię „Szaniec” przy ul. Przemysłowej w Warszawie.
- 1949 – W Gliwicach odsłonięto pomnik Fryderyka Chopina.
- 1959 – Sejm PRL przyjął ustawę o prawie łowieckim.
- 1978 – Zlikwidowano komunikację tramwajową w Tuszynie (linia 42 z Łodzi została skrócona do Rzgowa)[5]
- 1984 – Odbyły się wybory do Rad Narodowych.
- 1992 – W Warszawie otwarto pierwszą w kraju restaurację sieci McDonald’s.
- 1999 – Zakończyła się VII Podróż Apostolska Jana Pawła II do Polski.
- 2001 – Zwycięstwem Janusza Dzięcioła zakończyła się pierwsza polska edycja telewizyjnego reality show Big Brother.
- 2003 – Dyrektor Poznańskiego Chóru Chłopięcego „Polskie Słowiki” Wojciech Krolopp został zatrzymany pod zarzutem poddawania osób małoletnich innym czynnościom seksualnym.
- 2004 – Edmund Hillary został odznaczony w Warszawie przez prezydenta Aleksandra Kwaśniewskiego Krzyżem Komandorskim Orderu Odrodzenia Polski.

## Wydarzenia na świecie

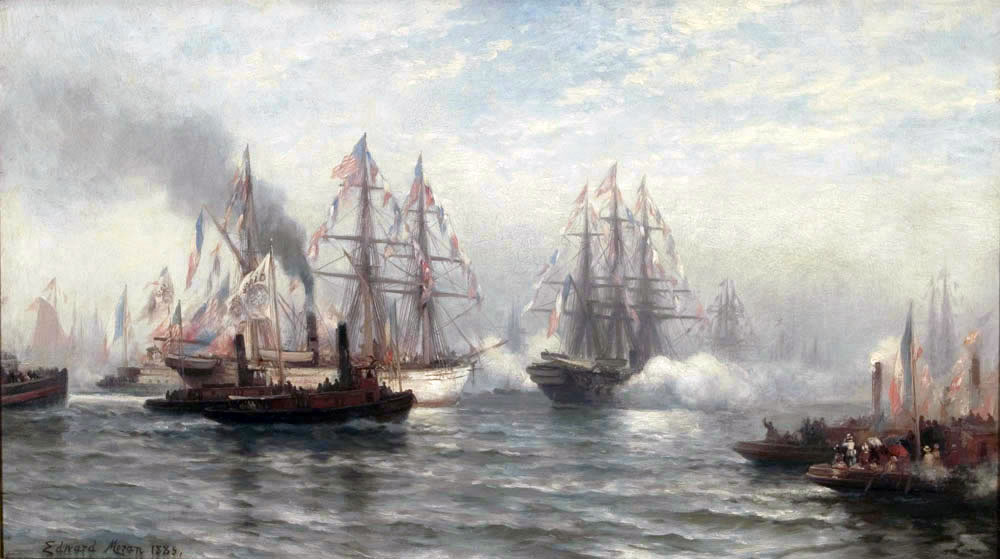
Przybycie Statuy Wolności do Nowego Jorku (1885) na obrazie Edwarda Morana

- 362 – Cesarz rzymski Julian Apostata wydał edykt zabraniający chrześcijanom nauczania w szkołach.
- 1397 – Eryk Pomorski został koronowany na władcę Szwecji, Danii i Norwegii. Jednocześnie przedstawiciele trzech królestw zawarli w Kalmarze akt unii personalnej (tzw. unii kalmarskiej).
- 1405 – Wojna Appenzellu: klęska armii austriackiej w bitwie pod Stoss ze Szwajcarami.
- 1429 – Wojna stuletnia: zwycięstwo wojsk francuskich nad angielskimi w bitwie pod Beaugency.
- 1462 – Pod Târgoviște hospodar Wołoszczyzny Wład Palownik przeprowadził brawurowy nocny atak na obóz inwazyjnej armii tureckiej, który miał na celu zabicie sułtana Mehmeda II Zdobywcy. W bitwie zginęło 7 tys. Wołochów i 15 tys. Turków.
- 1497 – II powstanie kornijskie: zwycięstwo Kornwalijczyków nad wojskami królewskimi w bitwie pod Blackheath.
- 1546 – W trakcie obrad Soboru trydenckiego wydano dekret o grzechu pierworodnym.
- 1579 – Francis Drake podczas wyprawy dookoła świata wylądował na wybrzeżu dzisiejszej Kalifornii, zgłaszając prawa do tych ziem w imieniu królowej Anglii Elżbiety I Tudor.
- 1665 – Zwycięstwo wojsk portugalsko-angielskich pod wodzą Frédérica-Armand de Schomberga nad Hiszpanami w bitwie pod Montes Claros.
- 1673 – Francuska wyprawa pod wodzą Jacques’a Marquette wpłynęła na rzekę Missisipi.
- 1696 – W bitwie na Dogger Bank eskadra francuska pod dowództwem Jeana Barta zniszczyła ochronę konwoju holenderskiego.
- 1767 – We Francji tzw. bestia z Gévaudan zagryzła 19-letnią Jeanne Bastide, swą 104. i ostatnią ofiarę.
- 1789 – Reprezentanci stanu trzeciego wraz z grupą duchownych ogłosili się w Paryżu Zgromadzeniem Narodowym.
- 1797 – W mieście Şuşa w dzisiejszym Azerbejdżanie został zamordowany szach Persji Agha Mohammad Chan Kadżar. Nowym szachem został jego bratanek Fath Ali Szah Kadżar.
- 1799 – II koalicja antyfrancuska: rozpoczęła się bitwa nad Trebbią.
- 1801 – Wielka Brytania i Rosja podpisały konwencję o przyjaźni.
- 1835 – Sarah Knox Taylor, córka generała i przyszłego prezydenta USA Zachary’ego Taylora, wyszła za mąż za Jeffersona Davisa, przyszłego jedynego prezydenta Skonfederowanych Stanów Ameryki. Trzy miesiące później zmarła na malarię.
- 1839 – Król Hawajów Kamehameha III wydał edykt tolerancyjny zezwalający na działalność Kościoła katolickiego na archipelagu.
- 1843 – Na Nowej Zelandii doszło do pierwszego poważnego starcia między Maorysami a osadnikami brytyjskimi (incydent w Dolinie Wairau).
- 1849 – Poświęcono nowy (murowany) budynek kościoła św. Ludwika w Moskwie, jednej z dwóch istniejących dzisiaj świątyń katolickich w mieście.
- 1852 – W Nowym Jorku zawodowano parowiec „Star of the West”.
- 1861 – Wojna secesyjna: zwycięstwo Unionistów w bitwie pod Boonville w stanie Missouri.
- 1862 – Wojna secesyjna: rozpoczęła się bitwa pod Middleburgiem w Wirginii.
- 1864 – Wojna secesyjna: rozpoczęła się bitwa pod Lynchburgiem w Wirginii.
- 1876 – Wojna o Góry Czarne: Amerykanie starli się z plemionami Dakotów i Szejenów w bitwie o Rosebud.
- 1885 – Do Nowego Jorku przybyła z Francji (we fragmentach) Statua Wolności.
- 1900 – Powstanie bokserów: wojska sprzymierzonych zdobyły Forty Dagu u ujścia rzeki Hai He w Tiencinie.
- 1902:
  - Prezydent USA Theodore Roosevelt podpisał Ustawę o użyźnianiu, która umożliwiła zbudowanie wielkich systemów irygacyjnych w Arizonie, Kalifornii, Kolorado i Utah.
  - Założono angielski klub piłkarski Norwich City F.C.
- 1904 – Uruchomiono komunikację tramwajową w Mandalaju w Birmie.
- 1905 – Rewolucja 1905 roku: wojska rosyjskie strzelały w Kiszczycach (obwód mohylewski) do białoruskich chłopów, zginęło 8 osób, 16 zostało rannych.
- 1907 – W Anglii otwarto Brooklands – pierwszy stały tor wyścigowy na świecie.
- 1911:
  - Charles de Broqueville został premierem Belgii.
  - Założono Uniwersytet Islandzki w Reykjavíku.
- 1913 – Aurelio Sousa Matute został premierem Peru.
- 1917:
  - Podczas I Ogólnego Zjazdu Wojskowych Polaków w Piotrogrodzie powołano Polski Wojskowy Komitet Wykonawczy.
  - Premiera filmu Imigrant z udziałem i w reżyserii Charliego Chaplina.
- 1918 – Została założona Łotewska Socjaldemokratyczna Partia Robotnicza (LSDSP).
- 1919:
  - Niemiecki pilot Franz-Zeno Diemer na samolocie DFW F37 wzbił się na rekordową wysokość 9760 m.
  - Wojna grecko-turecka: w mieście Menemen greccy żołnierze dokonali masakry 200 tureckich cywilów.
- 1925:
  - Podpisano protokół genewski o zakazie używania na wojnie gazów duszących, trujących lub podobnych oraz środków bakteriologicznych.
  - Prosper Poullet został premierem Belgii.
- 1930 – Prezydent USA Herbert Hoover podpisał tzw. ustawę Smoota-Hawleya, która zwiększała do rekordowych poziomów cła na ponad 20 tysięcy towarów importowanych.
- 1934 – Były kanclerz Niemiec Franz von Papen wygłosił na Uniwersytecie w Marburgu antynazistowskie przemówienie napisane przez Edgara Juliusa Junga.
- 1937 – Premiera brytyjskiego filmu przygodowego Kopalnie króla Salomona w reżyserii Roberta Stevensona.
- 1938 – Został rozstrzelany białoruski geograf i działacz ruchu narodowego Arkadź Smolicz.
- 1939 – W Wersalu odbyła się ostatnia publiczna egzekucja we Francji. Na gilotynie został ścięty działający we Francji niemiecki seryjny morderca Eugène Weidmann.
- 1940:
  - Armia Czerwona najechała Łotwę i Estonię.
  - Kampania francuska: o 3:00 do kwatery Adolfa Hitlera pod Sedanem dotarła prośba o rozpoczęcie negocjacji pokojowych skierowana przez nowego premiera marszałka Philippe‘a Pétaina, o czym ten o 12:30 poinformował w radiowym przemówieniu do narodu; ok. 1000 osób zginęło w wyniku niemieckiego bombardowania infrastruktury kolejowej w Rennes, w trakcie którego doszło do eksplozji pociągu z amunicją.
  - Operacja „Ariel”: w czasie ewakuacji brytyjskich wojsk z Dunkierki kilka tysięcy osób zginęło w wyniku zatopienia brytyjskiego statku pasażerskiego „Lancastria” przez niemieckie myśliwce nurkujące Junkers Ju 88.
- 1941:
  - Amerykanin Lester Steers ustanowił w Los Angeles rekord świata w skoku wzwyż (2,11 m), który przetrwał do 1953 roku.
  - II wojna światowa w Afryce: zakończyła się nieudana aliancka operacja „Battleaxe”, której celem było wyparcie wojsk państw Osi ze wschodniej Cyrenajki oraz przerwanie okrążenia Tobruku (15-17 czerwca).
- 1943 – Kampania śródziemnomorska: brytyjski wojskowy statek transportowy SS „Yoma" został storpedowany i zatopiony na północny zachód od Darny w Libii przez niemiecki okręt podwodny U-81, wyniku czego zginęło 484 z 1961 osób na pokładzie.
- 1944 – Proklamowano Republikę Islandii, ostatecznie uniezależniając ją od władzy Danii.
- 1946 – W nocy z 16 na 17 czerwca żydowska organizacja paramilitarna Hagana zniszczyła 11 mostów łączących Palestynę z sąsiednimi krajami.
- 1948 – W Aristes w Pensylwanii rozbił się należący do United Airlines Douglas DC-6 lecący z San Diego do Nowego Jorku, w wyniku czego zginęły 43 osoby (39 pasażerów i 4 członków załogi).
- 1950 – W Bułgarii ustanowiono Order Georgi Dimitrowa.
- 1953:
  - Po manifestacjach robotniczych przeciw komunistom w Berlinie Wschodnim radzieckie dowództwo wojskowe wprowadziło stan wyjątkowy na terytorium NRD.
  - W Gwatemali uchwalono reformę rolną.
- 1955 – Dokonano oblotu radzieckiego samolotu pasażerskiego Tu-104.
- 1956 – Hernán Siles Zuazo wygrał wybory prezydenckie w Boliwii.
- 1959:
  - Dokonano oblotu francuskiego naddźwiękowego bombowca Dassault Mirage IV.
  - Éamon de Valera wygrał wybory prezydenckie w Irlandii.
  - W Chile utworzono Park Narodowy Laguna San Rafael.
- 1961 – Dokoano oblotu prototypu indyjskiego odrzutowego samolotu myśliwsko-bombowego HAL HF-24 Marut.
- 1962 – W rozegranym w Santiago de Chile finale VII Mistrzostw Świata w Piłce Nożnej Brazylia pokonała Czechosłowację 3:1.
- 1963 – American Standards Association oficjalnie zatwierdziło 7-bitowy system kodowania wybranych znaków i poleceń sterujących ASCII.
- 1967 – Przeprowadzono pierwszy próbny wybuch chińskiej bomby wodorowej.
- 1968 – Wojna wietnamska: amerykański samolot przeprowadził tzw. bratobójczy atak na okręty USS „Boston”, USS „Edson”, USCGC „Point Dume”, HMAS „Hobart” i dwie łodzie patrolowe, w wyniku czego zginęło kilku marynarzy.
- 1969 – W zakończonym w Moskwie meczu o szachowe mistrzostwo świata Boris Spasski pokonał obrońcę tytułu Tigrana Petrosjana.
- 1970 – Premiera Range Rovera.
- 1971:
  - Prezydent USA Richard Nixon ogłosił rozpoczęcie wojny z narkotykami.
  - W Waszyngtonie i Tokio sekretarz stanu William P. Rogers i minister spraw zagranicznych Kiichi Aichi podpisali jednocześnie umowę o zwrocie Okinawy, okupowanej przez Amerykanów od 1945 roku.
- 1972 – Afera Watergate: w Waszyngtonie aresztowano 5 osób podejrzanych o dokonanie włamania do siedziby Komitetu Wyborczego Partii Demokratycznej.
- 1975 – Parlament Grecji uchwalił nową konstytucję.
- 1976 – W rozegranym w Belgradzie meczu półfinałowym V Mistrzostw Europy w Piłce Nożnej Jugosławia-RFN (2:4 po dogrywce) niemiecki napastnik Dieter Müller jako pierwszy w historii tych rozgrywek zdobył hat tricka.
- 1982 – Dokonano oblotu radzieckiego śmigłowca szturmowego Ka-50.
- 1985:
  - Rozpoczęła się misja STS-51-G wahadłowca Discovery.
  - Wystartował Discovery Channel.
- 1989 – Należący do wschodnioniemieckich linii lotniczych Interflug samolot Ił-62 rozbił się i spłonął podczas nieudanej próby startu z lotniska Berlin-Schönefeld, w wyniku czego zginęło 21 spośród 105 osób na pokładzie.
- 1990 – Powstała Wewnętrzna Macedońska Organizacja Rewolucyjna – Demokratyczna Partia Macedońskiej Jedności Narodowej (WMRO-DPMNE).
- 1991 – Premier Jan Krzysztof Bielecki i kanclerz Helmut Kohl podpisali w Bonn polsko-niemiecki traktat o współpracy i dobrym sąsiedztwie.
- 1992 – W Duszanbe Tadżykistan zremisował 2:2 z Uzbekistanem w pierwszym w historii oficjalnym meczu dla obu reprezentacji piłkarskich.
- 1993 – Gulbuddin Hekmatjar został premierem Afganistanu.
- 1994:
  - W Kalifornii policjanci aresztowali po pościgu samochodowym byłego futbolistę i aktora O.J. Simpsona, podejrzanego o zabójstwo byłej żony i jej kochanka.
  - W USA rozpoczęły się XV Mistrzostwa Świata w Piłce Nożnej.
- 1997 – Parafowano Traktat amsterdamski.
- 1999 – Vaira Vīķe-Freiberga wygrała wybory prezydenckie na Łotwie.
- 2000 – W Charkowie na Ukrainie otwarto Cmentarz Ofiar Totalitaryzmu.
- 2004 – W amerykańskim stanie Georgia upolowano ogromnych rozmiarów dzika, nazwanego później przez prasę Hogzillą.
- 2005 – W Iranie odbyła się I tura wyborów prezydenckich. Do II tury przeszli: Ali Akbar Haszemi Rafsandżani i Mahmud Ahmadineżad.
- 2006 – W Perth (Australia Zachodnia) po raz pierwszy w historii odnotowano ujemną temperaturę powietrza (-0,7 °C).
- 2007 – We Francji odbyła się II tura wyborów parlamentarnych.
- 2008 – 63 osoby zginęły w zamachu bombowym w Bagdadzie.
- 2009 – 24 algierskich żołnierzy zginęło w zasadzce zorganizowanej przez islamskich rebeliantów na drodze między miejscowościami El Meher i El Mansurah w prowincji Burdż Bu Urajridż.
- 2012 – Centroprawicowa Nowa Demokracja wygrała przedterminowe wybory parlamentarne w Grecji.
- 2013 – Premier Czech Petr Nečas podał się do dymisji z powodu afery korupcyjnej.
- 2015 – W kościele w Charleston w amerykańskim stanie Karolina Południowa 21-letni Dylann Roof zastrzelił 9 osób, a jedną zranił. Następnego dnia został zatrzymany przez policję.
- 2016 – Otwarto Muzeum Poczty Malty w Valletcie.
- 2017:
  - 4 osoby zginęły w wyniku uderzenia kilkudziesięciometrowej fali tsunami w miejscowość Nuugaatsiaq na zachodnim wybrzeżu Grenlandii.
  - W Portugalii wybuchły pożary lasów, w wyniku których do 24 czerwca zginęły 64 osoby, a 204 odniosły obrażenia.
- 2023 – Otwarto Narodowe Centrum Lekkoatletyczne w Budapeszcie.

## Urodzili się
- 801 – Drogo, biskup Metz, syn Karola Wielkiego (zm. 855)
- 1239 – Edward I Długonogi, król Anglii (zm. 1307)
- 1552 – Jan Jerzy, książę oławski (zm. 1592)
- 1571 – Thomas Mun, angielski kupiec, ekonomista (zm. 1641)
- 1603 – Józef z Kupertynu, włoski franciszkanin, święty (zm. 1663)
- 1604 – Mauritz Johan von Nassau-Siegen, holenderski administrator kolonialny (zm. 1679)
- 1610 – Brygida od Jezusa, włoska zakonnica, błogosławiona (zm. 1679)
- 1644 – (data chrztu) Johann Wolfgang Franck, niemiecki kompozytor  (zm. ok. 1710)
- 1658 – Diogo de Mendonça Corte Real, portugalski polityk (zm. 1736)
- 1667 – Robert Tournièrs, francuski malarz (zm. 1752)[potrzebny przypis]
- 1682 – (jul.) Karol XII, król Szwecji (zm. 1718)
- 1691 – Giovanni Paolo Pannini, włoski malarz, architekt (zm. 1765)
- 1703 – (jul.) John Wesley, brytyjski duchowny anglikański, teolog, współtwórca metodyzmu (zm. 1791)
- 1704 – John Kay, brytyjski sukiennik, wynalazca (zm. 1780)
- 1713 – Antonio Eugenio Visconti, włoski kardynał, nuncjusz apostolski (zm. 1788)
- 1714 – César-François Cassini, francuski astronom (zm. 1784)
- 1751 – Joshua Humphreys, amerykański szkutnik (zm. 1838)
- 1753 – George Nugent-Temple-Grenville, brytyjski arystokrata, polityk (zm. 1813)
- 1778 – Gregory Blaxland, australijski farmer, podróżnik (zm. 1853)
- 1780 – Antoni Potocki, polski hrabia, generał brygady, polityk (zm. 1850)
- 1781 – Francisco Espoz y Mina, hiszpański generał, polityk (zm. 1836)
- 1796 – Adolf Łączyński, polski ziemianin, działacz społeczny, polityk, uczestnik powstania listopadowego (zm. 1870)
- 1800 – William Parsons, irlandzki astronom (zm. 1867)
- 1802 – Hermann Goldschmidt, niemiecki astronom, malarz (zm. 1866)
- 1805 – Friedrich Buschmann, niemiecki konstruktor instrumentów muzycznych (zm. 1864)[potrzebny przypis]
- 1808 – Henrik Wergeland, norweski poeta (zm. 1845)
- 1810 – Ferdinand Freiligrath, niemiecki poeta, tłumacz (zm. 1876)
- 1811 – Jón Sigurðsson, islandzki patriota, działacz niepodległościowy, naukowiec (zm. 1879)
- 1818:
  - Charles Gounod, francuski kompozytor operowy (zm. 1893)
  - Zofia Wirtemberska, królowa Holandii, wielka księżna Luksemburga (zm. 1877)
- 1825 – Eugeniusz Lubomirski, polski ziemianin, działacz polityczny i gospodarczy, kolekcjoner dzieł sztuki, bibliofil (zm. 1911)
- 1830 – Marceli Guyski, polski rzeźbiarz, twórca portretów i medalionów (zm. 1893)
- 1832 – William Crookes, brytyjski fizyk, chemik (zm. 1919)
- 1833 – Cyriak Maria Sancha y Hervás, hiszpański duchowny katolicki, arcybiskup Toledo i prymas Hiszpanii, kardynał, błogosławiony (zm. 1909)
- 1835 – Eugène Borel, szwajcarski polityk, prezydent Szwajcarii (zm. 1892)
- 1837 – André-Victor Cornil, francuski histolog, patolog, polityk (zm. 1908)
- 1841 – Antonio Pacinotti, włoski fizyk, wykładowca akademicki (zm. 1912)
- 1848 – Victor Maurel, francuski śpiewak operowy (baryton) (zm. 1923)
- 1850 – Raphaël Collin, francuski malarz, ilustrator (zm. 1916)
- 1852 – Ramon Riu i Cabanes, hiszpański duchowny katolicki, biskup Seo de Urgel i zarazem współksiążę episkopalny Andory (zm. 1901)
- 1860 – William Henry Perkin Jr., brytyjski chemik (zm. 1929)
- 1861 – Sidney Jones, brytyjski kompozytor (zm. 1946)
- 1863 – Piotr Piskorski, polski lekarz, działacz społeczny i oświatowy (zm. 1920)
- 1864 – Aleksiej Szachmatow, rosyjski językoznawca, historyk kultury, wykładowca akademicki (zm. 1920)
- 1865 – Bogusław Firkowicz, hazzan karaimski, hachan Karaimów polskich (zm. 1915)
- 1867 – John Robert Gregg, irlandzki nauczyciel, wydawca, wynalazca, filantrop (zm. 1948)
- 1869 – Alojzy Liechtenstein, książę von und zu Liechtenstein (zm. 1955)
- 1870 – Ragnar Vogt, norweski psychiatra (zm. 1943)
- 1872 – Bonaventura Cerretti, włoski kardynał (zm. 1933)
- 1874 – Harold Kitson, południowoafrykański tenisista (zm. 1951)
- 1876 – Aurelio Herrera, amerykański bokser pochodzenia meksykańskiego (zm. 1927)
- 1878:
  - Victor Cadet, francuski pływak (zm. 1911)
  - John Dallas, szkocki rugbysta, sędzia sportowy, prawnik (zm. 1942)
  - Adolf Maciesza, polski podpułkownik, antropolog, patolog, polityk, poseł na Sejm RP (zm. 1929)
- 1880:
  - Witold Minkiewicz, polski inżynier architekt (zm. 1961)
  - Carl Van Vechten, amerykański pisarz, fotograf (zm. 1964)
- 1881:
  - Tommy Burns, kanadyjski bokser (zm. 1955)
  - Adolf Meyer, niemiecki architekt (zm. 1929)
- 1882:
  - Bunny Abbott, nowozelandzki rugbysta (zm. 1971)
  - Wilhelm Hausenstein, niemiecki historyk sztuki, eseista, dyplomata (zm. 1957)
  - Igor Strawinski, rosyjski kompozytor, pianista, dyrygent (zm. 1971)
- 1883 – Bohdan Stefanowski, polski termodynamik, wykładowca akademicki (zm. 1976)
- 1884 – Wilhelm Bernadotte, szwedzki książę (zm. 1965)
- 1885 – Aleksander Semkowicz, polski bibliograf, introligator, muzealnik, polityk, senator RP (zm. 1954)
- 1886:
  - Kamil Mackiewicz, polski kapitan, karykaturzysta, ilustrator (zm. 1931)
  - Steen Olsen, duński gimnastyk (zm. 1960)
- 1887 – Aszot Howhannisjan, ormiański i radziecki polityk (zm. 1972)
- 1888:
  - Heinz Guderian, niemiecki generał pułkownik (zm. 1954)
  - Jakow Trachtenberg, rosyjski matematyk pochodzenia żydowskiego (zm. 1953)
- 1889:
  - Jan Skala, serbołużycki pisarz, polityk (zm. 1945)
  - Antoni Thum, polski piwowar pochodzenia austriackiego (zm. 1951)
- 1890 – Henk Janssen, holenderski przeciągacz liny (zm. 1969)
- 1892 – Ronald Rawson, brytyjski bokser (zm. 1952)
- 1894 – Wilhelm Schepmann, niemiecki funkcjonariusz nazistowski, szef sztabu SA (zm. 1970)
- 1895 – Ruben Rausing, szwedzki przedsiębiorca (zm. 1983)
- 1896 – Rudy Scholz, amerykański rugbysta, prawnik (zm. 1981)
- 1898:
  - Maurits Cornelis Escher, holenderski malarz, grafik (zm. 1972)
  - Czesław Mystkowski, polski malarz (zm. 1938)
  - Harry Patch, brytyjski weteran wojenny, superstulatek (zm. 2009)
- 1899 – Fausto Pirandeollo, włoski malarz (zm. 1975)[potrzebny przypis]
- 1900:
  - Martin Bormann, niemiecki działacz nazistowski, zbrodniarz wojenny (zm. 1945)
  - Jan Maas, holenderski kolarz szosowy i torowy (zm. 1977)
- 1901:
  - Władimir Ałafuzow, radziecki admirał (zm. 1966)
  - Jan Herman, polski kapitan piechoty (zm. 1939)
  - Miklós Nyiszli, rumuński antropolog pochodzenia węgiersko-żydowskiego (zm. 1956)
- 1903:
  - Stanisław Mieszkowski, polski komandor (zm. 1952)
  - Michaił Swietłow, rosyjski poeta, dramaturg (zm. 1966)
  - Ruth Graves Wakefield, amerykańska dietetyczka, restauratorka, autorka książek kucharskich (zm. 1977)
- 1904 – Ralph Bellamy, amerykański aktor (zm. 1991)
- 1905 – Jan Bieżuński, polski podporucznik lotnictwa, radiotelegrafista, cichociemny, oficer AK, nauczyciel (zm. 1968)
- 1906:
  - Thomas George Cowling, brytyjski astronom, matematyk (zm. 1990)
  - Carlo Enrico Di Rovasenda, włoski duchowny katolicki, dominikanin, teolog (zm. 2007)
  - Feliks Gross, polski socjolog, działacz socjalistyczny, publicysta pochodzenia żydowskiego (zm. 2006)
  - James Stroudley, brytyjski malarz, grafik (zm. 1985)
  - Samuel Wilks (statystyk), amerykański statystyk (zm. 1964)
- 1907:
  - Maurice Cloche, francuski reżyser, scenarzysta i producent filmowy (zm. 1990)
  - Charles Eames, amerykański plastyk, projektant, architekt (zm. 1978)
  - Michał Patkaniowski, polski prawnik, historyk, wykładowca akademicki (zm. 1972)
- 1908:
  - Ruben Bagirow, radziecki starszy porucznik (zm. 1978)
  - Enrique Peralta Azurdia, gwatemalski pułkownik, polityk, wojskowy dyktator kraju (zm. 1997)
  - Aloysius Wycislo, amerykański duchowny katolicki pochodzenia polskiego, biskup Green Bay (zm. 2005)
- 1909:
  - Elmer Andersen, amerykański przedsiębiorca, filantrop, polityk (zm. 2004)
  - Adam Gajewski, polski major, sędzia wojskowy (zm. 1972)
  - Karel Höger, czeski aktor (zm. 1977)
  - Henri Lemoine, francuski kolarz szosowy i torowy (zm. 1991)
  - Régine Pernoud, francuska historyk (zm. 1998)
  - Ralph E. Winters, amerykański montażysta filmowy pochodzenia kanadyjskiego (zm. 2004)
- 1910:
  - Red Foley, amerykański piosenkarz country, osobowość radiowo-telewizyjna (zm. 1968)
  - John Grimek, amerykański kulturysta pochodzenia słowackiego (zm. 1998)
  - Serafin Kaszuba, polski kapucyn, czcigodny Sługa Boży (zm. 1977)
  - Anna Łobarzewska, polska nauczycielka, botanik (zm. 1989)
  - Gino Paro, włoski duchowny katolicki, arcybiskup, nuncjusz apostolski (zm. 1988)
- 1911:
  - Lars Larsson, szwedzki lekkoatleta, długodystansowiec (zm. 1993)
  - Albert Lütkemeyer, niemiecki funkcjonariusz nazistowski, zbrodniarz wojenny (zm. 1947)
  - Wiktor Niekrasow, rosyjski pisarz, dysydent (zm. 1987)
  - Iwan Woronow, radziecki polityk (zm. 1969)
- 1912 – Myron Fohr, amerykański kierowca wyścigowy (zm. 1994)
- 1913:
  - Władysław Brodzki, polski redaktor, tłumacz, polityk, poseł na Sejm PRL (zm. 2009)
  - Gerhard Palitzsch, niemiecki funkcjonariusz i zbrodniarz nazistowski (zm. 1944)
  - Bolesław Płotnicki, polski aktor (zm. 1988)
- 1914:
  - John Hersey, amerykański pisarz, publicysta (zm. 1993)
  - Julián Marías Aguilera, hiszpański filozof katolicki (zm. 2005)
  - Kenneth Setton, amerykański historyk (zm. 1995)
  - John Van Alphen, belgijski piłkarz (zm. 1961)
- 1915:
  - Mario Echandi Jiménez, kostarykański adwokat, dyplomata, polityk, prezydent Kostaryki (zm. 2011)
  - Mirosław Ferić, polski porucznik pilot, as myśliwski pochodzenia chorwackiego (zm. 1942)
  - Grzegorz Korczyński, polski generał broni, polityk, dyplomata (zm. 1971)
  - Hellmuth Marx, austriacki rzeźbiarz (zm. 2002)
- 1916:
  - Einar Englund, fiński kompozytor (zm. 1999)
  - Stanisław Wroński, polski historyk, polityk, poseł na Sejm PRL, minister kultury i sztuki (zm. 2003)
- 1917:
  - Zygmunt Przetakiewicz, polski działacz społeczno-polityczny, polityk (zm. 2005)
  - Bronisław Średniawa, polski fizyk (zm. 2014)
- 1918:
  - Gene Allen, amerykański scenograf filmowy (zm. 2015)
  - Ajahn Chah, tajski mnich buddyjski (zm. 1992)
- 1919:
  - Patrick Cranshaw, amerykański aktor (zm. 2005)
  - Giovanni Mariani, włoski duchowny katolicki, arcybiskup, nuncjusz apostolski (zm. 1991)
  - Beryl Reid, brytyjska aktorka (zm. 1996)
  - Galina Ustwolska, rosyjska kompozytorka (zm. 2006)
- 1920:
  - François Jacob, francuski genetyk, laureat Nagrody Nobla (zm. 2013)
  - Bogdan Rutha, polski pisarz (zm. 1983)
  - Bernard Tricot, francuski polityk (zm. 2000)
- 1922 – Romuald Kolman, polski inżynier, profesor nauk technicznych (zm. 2016)
- 1923:
  - Anthony Bevilacqua, amerykański duchowny katolicki, arcybiskup Filadelfii, kardynał (zm. 2012)
  - Claude Santelli, francuski reżyser filmowy (zm. 2001)[potrzebny przypis]
- 1924 – Miroslav Novák, czeski japonista, teoretyk literatury, tłumacz (zm. 1982)
- 1925:
  - Henryk Bartyla, polski piłkarz (zm. 2001)
  - Mervyn Finlay, australijski wioślarz (zm. 2014)
  - Alexander Shulgin, amerykański chemik, farmakolog pochodzenia rosyjskiego (zm. 2014)
  - Anna Urbaczka-Bury, polska poetka, solistka, tancerka i kierowniczka Zespołu Regionalnego „Istebna”, gawędziarka
- 1926:
  - Bernard Dhéran, francuski aktor (zm. 2013)
  - Marian Klaus, polski muzyk, kompozytor, pedagog, stroiciel fortepianów i akordeonów (zm. 2013)
  - Alan Walters, brytyjski ekonomista (zm. 2009)
  - Andrzej Wójcik, polski filolog, badacz poezji antycznej (zm. 2009)
- 1927:
  - Lucio Fulci, włoski aktor, reżyser, scenarzysta i producent filmowy (zm. 1996)
  - Sahana Pradhan, nepalska polityk, minister spraw zagranicznych (zm. 2014)
- 1928:
  - Juan María Bordaberry, urugwajski polityk, prezydent Urugwaju (zm. 2011)
  - Peter Seiichi Shirayanagi, japoński duchowny katolicki, arcybiskup Tokio, kardynał (zm. 2009)
- 1929:
  - Bud Collins, amerykański dziennikarz sportowy (zm. 2016)
  - François-Mathurin Gourvès, francuski duchowny katolicki, biskup Vannes (zm. 2020)
  - Kicki Håkansson, szwedzka modelka, zdobywczyni tytułu Miss World (zm. 2024)
  - Tigran Petrosjan, ormiański szachista (zm. 1984)
  - Franz Schelle, niemiecki bobsleista (zm. 2017)
- 1930:
  - Mychajło Horyń, ukraiński polityk, dysydent (zm. 2013)
  - Honorata Marcińczak, polska gimnastyczka (zm. 2022)
  - Romuald Twardowski, polski kompozytor (zm. 2024)
- 1931:
  - Ignacy Gogolewski, polski aktor, reżyser teatralny i filmowy, prezes ZASP (zm. 2022)
  - Jan Güntner, polski aktor, reżyser teatralny
  - Donald Pelletier, amerykański duchowny katolicki, biskup Morondavy na Madagaskarze (zm. 2022)
  - René Teulade, francuski nauczyciel, samorządowiec, poltyk (zm. 2014)
- 1932:
  - Aleksandr Askoldow, rosyjski reżyser filmowy (zm. 2018)
  - Derek Ibbotson, brytyjski lekkoatleta, średnio- i długodystansowiec (zm. 2017)
  - Walter Kollmann, austriacki piłkarz (zm. 2017)
  - Juan Antonio Masso, hiszpański duchowny katolicki, wikariusz regionalny prałatury personalnej Opus Dei w Australii i Nowej Zelandii (zm. 2003)
  - John Murtha, amerykański polityk (zm. 2010)
- 1933:
  - Adam Fiut, polski aktor (zm. 1966)
  - Guy Hunt, amerykański polityk (zm. 2009)
  - Walentina Rastworowa, rosyjska florecistka (zm. 2018)
- 1934 – Jan Bystrek, polski botanik, wykładowca akademicki (zm. 2020)
- 1935:
  - Zygmunt Cybulski, polski chemik, nauczyciel akademicki, polityk, poseł na Sejm i senator RP (zm. 2023)
  - José María Gil-Robles, hiszpański prawnik, polityk, eurodeputowany, przewodniczący Parlamentu Europejskiego (zm. 2023)
  - Jerzy Kołodziejczak, polski fizyk, wykładowca akademicki (zm. 2022)
- 1936:
  - Grzegorz Lipowski, polski polityk, senator RP
  - Ken Loach, brytyjski reżyser filmowy i telewizyjny
  - Jude Wanniski, amerykański dziennikarz, komentator (zm. 2005)
- 1937:
  - Ted Nelson, amerykański informatyk
  - Luis Rodríguez, kubański bokser (zm. 1996)
  - Arthur Schmidt, amerykański montażysta filmowy (zm. 2023)
- 1938:
  - Zdzisław Bubnicki, polski inżynier elektryk (zm. 2006)
  - Grethe Ingmann, duńska piosenkarka (zm. 1990)
  - Władimir Karasiow, rosyjski szachista (zm. 2021)
  - Hugh McMahon, brytyjski polityk
  - Félix Mourinho, portugalski piłkarz, bramkarz, trener (zm. 2017)
- 1939:
  - Sohen Biln, kanadyjski wioślarz, sternik (zm. 2012)
  - Norma Cappagli, argentyńska modelka, zdobywczyni tytułu Miss World (zm. 2020)
  - Hidipo Hamutenya, namibijski polityk (zm. 2016)
  - Ludmiła Jakubczak, polska piosenkarka, tancerka (zm. 1961)
  - Frederick Vine, brytyjski geolog, geofizyk (zm. 2024)
  - Krzysztof Zanussi, polski reżyser i scenarzysta filmowy
- 1940:
  - George A. Akerlof, amerykański ekonomista, wykładowca akademicki, laureat Nagrody Banku Szwecji im. Alfreda Nobla w dziedzinie ekonomii
  - Jakub Karpiński, polski socjolog, historyk, politolog (zm. 2003)
  - Alton Kelley, amerykański malarz, grafik (zm. 2008)
- 1941:
  - Cezary Dąbrowski, polski ekonomista, polityk, prezydent Sopotu, wojewoda pomorski (zm. 2023)
  - Krzysztof Fus, polski aktor, kaskader
  - Francisco João Silota, mozambicki duchowny katolicki, biskup Chimoio
- 1942:
  - Marek Głogoczowski, polski filozof, pisarz, taternik, alpinista, himalaista (zm. 2024)
  - Jan Mikrut, polski duchowny katolicki, redemptorysta, współzałożyciel Radia Maryja (zm. 2013)
  - Nicola Trussardi, włoski projektant mody (zm. 1999)[potrzebny przypis]
- 1943:
  - Stephen Clark, amerykański pływak
  - Johann Eigenstiller, austriacki piłkarz (zm. 2025)
  - James L. Elliot, amerykański astronom (zm. 2011)
  - Newt Gingrich, amerykański polityk
  - Barry Manilow, amerykański piosenkarz, autor tekstów
  - Franciszek Potulski, polski polityk, poseł na Sejm RP
  - Burt Rutan, amerykański konstruktor samolotów
- 1944:
  - Żanna Biczewska, rosyjska pieśniarka
  - Chucho Castillo, meksykański bokser (zm. 2013)
  - Adam Kreczmar, polski poeta, satyryk, autor tekstów piosenek, aktor (zm. 1982)
  - Bożena Wziętek, polska strzelczyni sportowa
- 1945:
  - Ken Livingstone, brytyjski polityk
  - Eddy Merckx, belgijski kolarz szosowy
- 1946:
  - Ernie Eves, kanadyjski polityk, premier Ontario
  - Aleksandr Gazow, rosyjski strzelec sportowy
  - Marcy Kaptur, amerykańska polityk, kongreswoman
  - Alain Sarteur, francuski lekkoatleta, sprinter
- 1947:
  - Christopher Allport, amerykański aktor (zm. 2008)
  - Josef De Kesel, belgijski duchowny katolicki, biskup Brugii, arcybiskup metropolita Brukseli, prymas Belgii, kardynał
  - Hans Hillen, holenderski dziennikarz, polityk
  - Michel Pastoureau, francuski historyk, antropolog, publicysta
  - Stephen Quay, amerykański reżyser filmów animowanych, scenograf
  - Timothy Quay, amerykański reżyser filmów animowanych, scenograf
- 1948:
  - Joaquín Almunia, hiszpański prawnik, ekonomista, polityk
  - Dave Concepción, wenezuelski baseballista
  - Richard Gagnon, kanadyjski duchowny katolicki, arcybiskup Winnipeg
  - Shō Kosugi, japoński praktyk sztuk walki, aktor
- 1949:
  - Adam Adamus, polski piłkarz, trener
  - Fred Colli, kanadyjski duchowny katolicki, biskup Thunder Bay
  - Tom Corbett, amerykański polityk
  - Zlatko Mateša, chorwacki prawnik, polityk, premier Chorwacji, działacz sportowy
- 1950:
  - Han Berger, holenderski piłkarz, trener
  - Boro Bosić, bośniacki polityk narodowości serbskiej
  - Etan Broszi, izraelski samorządowiec, polityk
  - William Callahan, amerykański duchowny katolicki, biskup La Crosse
  - Rudolf Mang, niemiecki sztangista (zm. 2018)
  - Alfredas Stasys Nausėda, litewski inżynier, polityk
  - Lee Tamahori, nowozelandzki reżyser filmowy
- 1951 – Starhawk, amerykańska pisarka, feministka pochodzenia żydowskiego
- 1952:
  - Miguel Ángel Ayuso Guixot, hiszpański duchowny katolicki, kombonianin, prefekt Dykasterii ds. Dialogu Międzyreligijnego, kardynał (zm. 2024)
  - Grażyna Biernacka, polska polityk, poseł na Sejm PRL (zm. 2012)
  - Susy De Martini, włoska neurolog, wykładowczyni akademicka, polityk, eurodeputowana
  - Vlasta Maček, chorwacka szachistka
  - Sergio Marchionne, włoski przedsiębiorca (zm. 2018)
  - Estelle Morris, brytyjska polityk
- 1953:
  - Krikor-Okosdinos Coussa, syryjski duchowny ormiańskokatolicki, biskup Aleksandrii
  - Władysław Grzeszczak, polski nefrolog, wykładowca akademicki (zm. 2021)
  - Brigitte Koczelnik, niemiecka lekkoatletka, sprinterka i biegaczka średniodystansowa
  - Witold Wnuk, polski matematyk, wykładowca akademicki
  - Jerzy Żurawiecki, polski związkowiec, samorządowiec, polityk, poseł na Sejm RP (zm. 2010)
- 1954:
  - Romuald Jakubowski, polski dziennikarz radiowy
  - Marek Waszkowiak, polski chemik, menedżer, polityk, senator RP
- 1955:
  - Mati Laur, estoński historyk
  - Danuta Majewska, polska lekkoatletka, dyskobolka (zm. 2015)
- 1956:
  - Kelly Curtis, amerykańska aktorka
  - Edgar Jones, amerykański koszykarz
- 1957:
  - Phil Chevron, irlandzki muzyk, kompozytor, wokalista, gitarzysta, członek zespołu The Pogues (zm. 2013)
  - Phyllida Lloyd, brytyjska reżyserka teatralna, telewizyjna i filmowa
  - Joanna Wizmur, polska aktorka, reżyserka dubbingu (zm. 2008)
- 1958:
  - Jello Biafra, amerykański wokalista, członek zespołu Dead Kennedys
  - Jerry Carl, amerykański polityk
  - Daniel McVicar, amerykański aktor, reżyser, scenarzysta telewizyjny i filmowy
  - Scott Peters, amerykański polityk, kongresmen
  - Andrzej Słomski, polski polityk, poseł na Sejm RP
  - Donatella Tesei, włoska polityk, prawnik, prezydent Umbrii
- 1959:
  - Thierry Brac de la Perrière, francuski duchowny katolicki, biskup Nevers
  - Adrie van der Poel, holenderski kolarz szosowy i przełajowy
  - Ulrike Richter, niemiecka pływaczka
  - Kazuki Yao, japoński aktor
- 1960:
  - Hans van Baalen, holenderski prawnik, polityk, eurodeputowany (zm. 2021)
  - Thomas Haden Church, amerykański aktor
  - Michelle Scutt, brytyjska lekkoatletka, sprinterka
- 1961:
  - Branko Damljanović, serbski szachista
  - Alicja Łuczak, polska nauczycielka, polityk, posłanka na Sejm RP
  - Luca Marmorini, włoski inżynier Formuły 1
  - Sławomir Matczak, polski dziennikarz, publicysta
  - Piotr Tomaszuk, polski reżyser teatralny
  - Kōichi Yamadera, japoński aktor
- 1962:
  - Martin Hangl, szwajcarski narciarz alpejski
  - Tomoyoshi Ikeya, japoński piłkarz, trener
  - Darius Kuolys, litewski filolog, dziennikarz, publicysta, działacz społeczny, polityk, minister kultury i edukacji
  - Bap Kennedy, irlandzki piosenkarz, gitarzysta (zm. 2016)
  - Bruce Robertson, kanadyjski wioślarz
  - Piotr Wieteska, polski basista, członek zespołów Kult i Buldog
- 1963:
  - Greg Kinnear, amerykański aktor
  - Jean-Marc Micas, francuski duchowny katolicki, biskup Tarbes i Lourdes
  - Temir Sarijew, kirgiski polityk
  - Sin Jun-seop, południowokoreański bokser
  - Danuta Widuch-Jagielska, polska aktorka
- 1964:
  - Rinaldo Capello, włoski kierowca wyścigowy
  - Michael Groß, niemiecki pływak
  - Zbigniew Konopka, polski aktor
  - Jurij Michajłus, rosyjski piłkarz
  - Ricardo Moniz, holenderski piłkarz, trener pochodzenia hiszpańskiego
- 1965:
  - Giuseppe Alberti, włoski duchowny katolicki, biskup Oppido Mamertina-Palmi
  - Bernard Felten, luksemburski wszechstronny lekkoatleta
  - José Óscar Herrera, urugwajski piłkarz
  - Peter Hric, słowacki kolarz górski i przełajowy (zm. 2025)
  - Dan Jansen, amerykański łyżwiarz szybki
  - Ralf Lübke, niemiecki lekkoatleta, sprinter
  - Richard Polaczek, belgijski szachista
  - Gianluca Pozzi, włoski tenisista
  - Abd ar-Rahman Nana, marokański zapaśnik
  - Uładzimir Wajciankou, białoruski polityk
- 1966:
  - Zakaria Alaoui, marokański piłkarz, bramkarz
  - Sandagdordżijn Erdenbat, mongolski trener piłkarski
  - Jason Patric, amerykański aktor, producent filmowy
- 1967:
  - Dorothea Röschmann, niemiecka śpiewaczka operowa (sopran)
  - Marianne Vlasveld, holenderska triathlonistka zimowa, biegaczka narciarska
  - Zinho, brazylijski piłkarz
- 1968:
  - Luis Barbat, urugwajski piłkarz, bramkarz
  - Bård Jørgen Elden, norweski dwuboista klasyczny
  - Tomasz Jacyków, polski stylista, krytyk mody
  - Robert Kalinowski, polski dziennikarz
  - Rasmus Helveg Petersen, duński dziennikarz, polityk
  - Beata Ziętek-Czerwońska, polska szachistka
- 1969:
  - Ilja Cymbałar, rosyjski piłkarz (zm. 2013)
  - Donata Jancewicz, polska lekkoatletka, skoczkini wzwyż
  - Janusz Kaleja, polski charakteryzator
  - Andrzej Kasiura, polski polityk, samorządowiec, burmistrz Krapkowic
  - Paul Tergat, kenijski lekkoatleta, długodystansowiec
- 1971:
  - Sara Lee Lucas, amerykański perkusista, członek zespołów: Marilyn Manson i 333 lunatic lane
  - Jelena Mielnikowa, rosyjska biathlonistka
  - Martin Muhr, niemiecki trójboista siłowy, strongman
  - Paulina Rubio, meksykańska piosenkarka, aktorka
  - Espen Sandberg, norweski reżyser filmowy
  - Maike Schrader, niemiecka hokeistka na trawie, bramkarka (zm. 2004)
  - Tripp Schwenk, amerykański pływak
- 1972:
  - Antoine Albeau, francuski windsurfer
  - Iztok Čop, słoweński wioślarz
  - Carl Greenblatt, amerykański aktor, twórca filmów animowanych
  - Markus López, meksykański piłkarz
  - Michał Żebrowski, polski aktor, dyrektor teatru
- 1973:
  - Juliusz Chrząstowski, polski aktor
  - Aurélie Filippetti, francuska pisarka, polityk
  - Małgorzata Kosik, polska tancerka, modelka, piosenkarka, aktorka
  - Louis Leterrier, francuski reżyser filmowy
  - Leander Paes, indyjski tenisista
  - Jakow Riezancew, rosyjski generał porucznik (zm. 2022)
  - Paweł Ziółkowski, polski sztangista (zm. 2017)
- 1974:
  - Marco Antonio Barrera, meksykański bokser
  - Lusia Ogińska, polska poetka, publicystka, dramatopisarka, autorka książek dla dzieci, malarka, ilustratorka
  - Aleksandra Polewska, polska pisarka, publicystka
  - Steve Peat, brytyjski kolarz górski
- 1975:
  - Daffney, amerykańska wrestlerka (zm. 2021)
  - Altin Haxhi, albański piłkarz
  - Alice-Mary Higgins, irlandzka polityk, senator
  - Shōji Jō, japoński piłkarz
  - Joshua Leonard, amerykański aktor
  - Magnus Petersson, szwedzki łucznik
  - Néstor Pitana, argentyński sędzia piłkarski
  - Juan Carlos Valerón, hiszpański piłkarz
- 1976:
  - Milan Gurović, serbski koszykarz
  - Maciej Molęda, polski piosenkarz
  - Sven Nys, belgijski kolarz przełajowy, górski i szosowy
  - Dušan Vemić, chorwacki tenisista, trener
- 1977:
  - Andriej Biełozierow, rosyjski szachista
  - Sylwia Juszczak-Krawczyk, polska aktorka
  - Jarosław Lato, polski piłkarz
  - Łukasz Osmalak, polski informatyk, polityk, poseł na Sejm RP
  - Dominik Połoński, polski wiolonczelista (zm. 2018)
  - Tomasz Wojdyła, polski koszykarz
- 1978:
  - Kumiko Asō, japońska aktorka
  - Isabelle Delobel, francuska łyżwiarka figurowa
  - Odeta Moro, polska dziennikarka i prezenterka telewizyjna
  - Masato Uchishiba, japoński judoka
  - Tamás Varga, węgierski wioślarz
- 1979:
  - Emile Baron, południowoafrykański piłkarz, bramkarz
  - Aleksandr Motylow, rosyjski szachista, trener
  - Mika Noronen, fiński hokeista,
  - Nick Rimando, amerykański piłkarz, bramkarz pochodzenia meksykańsko-filipińskiego
  - Young Maylay, amerykański raper, aktor dubbingowy
- 1980:
  - Karen Aleksanian, ormiański piłkarz
  - Dariusz Klimczak, polski polityk, samorządowiec, wicemarszałek województwa łódzkiego
  - Elisa Rigaudo, włoska lekkoatletka, chodziarka
  - Venus Williams, amerykańska tenisistka
- 1981:
  - Mariko Mori, japońska siatkarka
  - Amrita Rao, indyjska aktorka
  - Charles Asampong Taylor, ghański piłkarz
  - Shane Watson, australijski krykiecista
- 1982:
  - Alex, brazylijski piłkarz
  - Balbina Bruszewska, polska scenarzystka, reżyserka, fotografka
  - Stanislava Hrozenská, słowacka tenisistka
  - Ville Koistinen, fiński hokeista
  - Stina Segerström, szwedzka piłkarka
  - Marek Svatoš, słowacki hokeista (zm. 2016)
  - Dramane Traoré, malijski piłkarz
- 1983:
  - Michael Hicks, amerykańsko-polski koszykarz
  - Donny Robinson, amerykański kolarz BMX
  - Lee Ryan, brytyjski wokalista, członek zespołu Blue
- 1984:
  - John Gallagher Jr., amerykański aktor, muzyk
  - Luis Jiménez, chilijski piłkarz
  - Allan Ray, amerykański koszykarz
  - Lindie Roux, południowoafrykańska lekkoatletka, tyczkarka
  - Si Tianfeng, chiński lekkoatleta, chodziarz
  - Mitchel Steenman, holenderski wioślarz
  - Chris Weidman, amerykański zawodnik MMA
- 1985:
  - Ołena Demydenko, ukraińska biathlonistka (zm. 2013)
  - Nick Fazekas, amerykańsko-japoński koszykarz
  - Manuel Fettner, austriacki skoczek narciarski
  - Dienis Kokariew, rosyjski hokeista
  - Markos Pagdatis, cypryjski tenisista
  - Elsie Windes, amerykańska piłkarka wodna
- 1986:
  - Helen Glover, brytyjska wioślarka
  - Karolina Kosińska, polska tenisistka
  - Barbara McFarlane, szkocka curlerka
  - Micheal Riddle, kanadyjski narciarz dowolny
  - Damjan Rudež, chorwacki koszykarz
- 1987:
  - Jelena Daniłowa, rosyjska piłkarka
  - Anžej Dežan, słoweński piosenkarz
  - Román González, nikaraguański bokser
  - Kendrick Lamar, amerykański raper
  - Liu Jianye, chiński piłkarz
  - Betina Riegelhuth, norweska piłkarka ręczna
  - Anna Wysokińska, polska piłkarka ręczna, bramkarka
  - Igor Yudin, australijski siatkarz pochodzenia rosyjskiego
- 1988:
  - Sam Baird, angielski snookerzysta
  - Shaun MacDonald, walijski piłkarz
  - Amiran Papinaszwili, gruziński judoka
  - Stephanie Rice, australijska pływaczka
  - Demba Savage, gambijski piłkarz
  - Rodney Wallace, kostarykański piłkarz
- 1989:
  - Queralt Castellet, hiszpańska snowboardzistka
  - Vladimir Lučić, serbski koszykarz
  - Serykżan Mużykow, kazachski piłkarz
  - Harun Tekin, turecki piłkarz, bramkarz
  - Graham Vigrass, kanadyjski siatkarz
- 1990:
  - Ałan Dzagojew, rosyjski piłkarz
  - Katarzyna Furmanek, polska judoczka
  - Jordan Henderson, angielski piłkarz
  - Bogdan Juratoni, rumuński bokser
  - Abdul Aziz Keita, gwinejski piłkarz, bramkarz
  - Kevin Molino, trynidadzko-tobagijski piłkarz
  - Hansle Parchment, jamajski lekkoatleta, płotkarz
  - Joel Robles, hiszpański piłkarz, bramkarz
- 1991:
  - Jelena Antić, macedońska koszykarka
  - Robert Berić, słoweński piłkarz
  - Leandro Cabrera, urugwajski piłkarz
  - Grégoire Defrel, francuski piłkarz pochodzenia martynikańskiego
  - Timothy Koleto, japoński łyżwiarz figurowy pochodzenia amerykańskiego
  - Manuel Pucciarelli, włoski piłkarz
  - Aleksandr Safonow, rosyjski siatkarz
  - Karolina Styczyńska, polska szachistka
- 1992:
  - Belay Assefa, etiopski lekkoatleta, długodystansowiec
  - Tuğrul Erat, azerski piłkarz
  - Mujinga Kambundji, szwajcarska lekkoatletka, sprinterka pochodzenia kongijskiego
  - Maxime Lestienne, belgijski piłkarz
  - Fredrik Ulvestad, norweski piłkarz
- 1993:
  - Magdalena Berus, polska aktorka
  - Dougie Hamilton, kanadyjski hokeista
  - Nikita Kuczerow, rosyjski hokeista
  - Georges Niang, amerykański koszykarz
  - Anna Rüh, niemiecka lekkoatletka, miotaczka
- 1994:
  - Manuel Arteaga, wenezuelski piłkarz
  - Aleksandr Barabanow, rosyjski hokeista
  - Iryna Kuraczkina, białoruska zapaśniczka
  - Didier Ndong, gaboński piłkarz
- 1995:
  - Serhij Kuźmik, ukraiński hokeista
  - Clément Lenglet, francuski piłkarz
  - Ádám Nagy, węgierski piłkarz
- 1996:
  - Iwan Jakimuszkin, rosyjski biegacz narciarski
  - Natalia Pilarczyk, polska judoczka
- 1997:
  - KJ Apa, nowozelandzki aktor
  - Ky Bowman, amerykański koszykarz
  - Aleksandr Bublik, rosyjski i kazachski tenisista
  - Rosefline Chepngetich, kenijska lekkoatletka, biegaczka
  - Amir Coffey, amerykański koszykarz
  - Takasahi Ishiguro, japoński zapaśnik
  - Karolina Ostrowska, polska piłkarka
  - Roksana Płonka, polska koszykarka
  - Raluca Șerban, cypryjska tenisistka
- 1998:
  - Per Anders Kure, norweski zapaśnik
  - Julija Mijuc, ukraińska taekwondzistka
  - Arnaud Nordin, francuski piłkarz pochodzenia martynikańskiego
- 1999:
  - Karla Erjavec, chorwacka koszykarka
  - Henri Jokiharju, fiński hokeista
  - Noa Lang, holenderski piłkarz
  - Immanuel Quickley, amerykański koszykarz
  - Jelena Rybakina, kazachska i rosyjska tenisistka
  - Luis Sinisterra, kolumbijski piłkarz
- 2000:
  - Manuel Camacho, hiszpański aktor
  - Weronika Falkowska, polska tenisistka
  - Imam Ganiszow, rosyjski zapaśnik
  - Paulina Guzowska, polska lekkoatletka, sprinterka
  - Kabe, polski raper
  - Anna Noblet, francuska siatkarka
  - Masai Russell, amerykańska lekkoatletka, płotkarka
  - Yūto Takeshita, japoński zapaśnik
- 2001:
  - Edyta Bielska, polska lekkoatletka, wieloboistka
  - Samuel Cooper, kanadyjski siatkarz
  - Narek Grigorian, ormiański piłkarz
  - Abdallah Sima, senegalski piłkarz
  - Fernando Tapia, meksykański piłkarz, bramkarz
  - Jurriën Timber, holenderski piłkarz
- 2003:
  - Chadi Riad, marokański piłkarz
  - Danijal Sohrabi, irański zapaśnik
  - Patrycja Waszczuk, polska szachistka
  - Nazar Wołoszyn, ukraiński piłkarz
- 2004:
  - Ben Bayer, niemiecki skoczek narciarski
  - Anton Carenko, ukraiński piłkarz
  - Yorlenis Morán, panamska zapaśniczka
- 2005 – Cooper Williams, amerykański tenisista

## Zmarli
- 640 – Alina z Forest, belgijska męczennica, święta (ur. ok. 620)
- 676 – Adeodat II, papież (ur. ?)
- 1025 – Bolesław I Chrobry, król Polski (ur. 967)
- 1091 – Dirk V, hrabia Fryzji (ur. ok. 1052)
- 1304 – (lub 1298) Jolenta Helena, królewna węgierska, księżna kaliska i wielkopolska, klaryska, błogosławiona (ur. ok. 1244)
- 1382 – (lub 1379) Izabela, angielska księżniczka, hrabina Cambridge i Soissons, Pani de Coucy (ur. 1332)
- 1400 – Jan z Jenštejnu, czeski szlachcic, duchowny katolicki, biskup miśnieński, arcybiskup metropolita praski (ur. 1347–50)
- 1412 – Enrico Minutoli, włoski duchowny katolicki, arcybiskup Neapolu, kardynał (ur. ?)
- 1419 – Maciej Janina, polski duchowny katolicki, biskup przemyski (ur.?)
- 1435 – Piotr Gambacorta, włoski zakonnik, błogosławiony (ur. 1355)
- 1501 – Jan I Olbracht, król Polski (ur. 1459)
- 1555 – Stanisław Bojanowski, polski szlachcic, polityk, sekretarz królewski (ur. 1507)
- 1565 – Yoshiteru Ashikaga, japoński siogun (ur. 1536)
- 1585 – Jakub Górski, polski humanista, pisarz teologiczny, filolog, logik, polemista, stylista, wydawca, tłumacz, rektor Akademii Krakowskiej (ur. ok. 1525)
- 1592 – Ernest Ludwik, książę wołogoski (ur. 1545)
- 1620 – Mikołaj Zebrzydowski, polski szlachcic, marszałek wielki koronny, wojewoda lubelski i krakowski (ur. 1553)
- 1631 – Mumtaz Mahal, żona władcy imperium Mogołów Szahdżahana (ur. 1593)
- 1649 – Stanisław Lubomirski, polski ziemianin, polityk, wojskowy (ur. 1583)
- 1651 – Francesco Piccolomini, włoski jezuita (ur. 1582)
- 1657 – Stanisław Pstrokoński, polski duchowny katolicki, biskup chełmski (ur. 1590)
- 1666 – Carlo de’ Medici, włoski kardynał (ur. 1595)
- 1672 – Orazio Benevoli, włoski kompozytor pochodzenia francuskiego (ur. 1605)
- 1696 – Jan III Sobieski, król Polski (ur. 1629)
- 1718 – Małgorzata Maria Farnese, księżniczka Parmy, księżna Modeny i Reggio (ur. 1664)
- 1719 – Joseph Addison, brytyjski pisarz, publicysta, polityk (ur. 1672)
- 1724 – Benedetto Luti, włoski malarz (ur. 1666)
- 1727 – Isaac van Hoornbeek, holenderski polityk, wielki pensjonariusz Holandii (ur. 1655)
- 1729 – Jean Meslier, francuski duchowny katolicki, filozof (ur. 1664)
- 1734 – Claude de Villars, francuski arystokrata, wojskowy, marszałek Francji (ur. 1653)
- 1739 – Malcolm Sinclair, szwedzki arystokrata, oficer, dyplomata (ur. 1690)
- 1740 – William Wyndham, brytyjski arystokrata (ur. 1687)
- 1741 – Alvise Pisani, doża Wenecji (ur. 1664)
- 1756 – Marc-Antoine, markiz de Dampierre, francuski arystokrata, kompozytor, wojskowy (ur. 1678)
- 1762 – Prosper Jolyot de Crébillon, francuski poeta, dramaturg (ur. 1674)
- 1794:
  - Henri Admirat, francuski zamachowiec (ur. 1744)
  - Marguerite Guadet, francuski polityk, rewolucjonista (ur. 1758)
- 1795:
  - Ernest Duquesnoy, francuski rewolucjonista (ur. 1749)
  - Gilbert Romme, francuski polityk, rewolucjonista (ur. 1750)
- 1797 – Agha Mohammad Chan Kadżar, szach Persji (ur. 1742)
- 1801 – Jan Linowski, polski ziemianin, polityk (ur. 1736)
- 1813 – Charles Middleton, brytyjski arystokrata, admirał, polityk (ur. 1726)
- 1835 – Izabela Czartoryska, polska księżna, pisarka, kolekcjonerka i mecenas sztuki (ur. 1746)
- 1839 – William Bentinck, brytyjski arystokrata, polityk, administrator kolonialny (ur. 1774)
- 1846:
  - Jean-Gaspard Deburau, francuski mim pochodzenia czeskiego (ur. 1796)
  - Jacek Augustyn Gołyński, polski działacz niepodległościowy, uczestnik powstania listopadowego, zesłaniec (ur. 1804)
- 1850 – Achilles Roderich Dagobert, pruski baron, oficer, dyplomata (ur. 1769)
- 1854 – Henriette Sontag, niemiecka śpiewaczka operowa (sopran) (ur. 1806)
- 1862:
  - Charles Canning, brytyjski arystokrata, polityk (ur. 1812)
  - Piotr Đa, wietnamski męczennik i święty katolicki (ur. ok. 1802)
- 1863 – Baltazar Paśnikowski, polski duchowny katolicki, działacz niepodległościowy (ur. 1830)
- 1865 – Ludwik Caroli, włoski wojskowy, uczestnik powstania styczniowego (ur. 1834)
- 1866 – Lewis Cass, amerykański dyplomata, polityk (ur. 1782)
- 1874 – Abraham Firkowicz, karaimski duchowny, uczony, działacz społeczny, literat, archeolog, kolekcjoner (ur. ok. 1786)
- 1879 – Domenico Carafa della Spina di Traetto, włoski duchowny katolicki, arcybiskup Benewentu, kardynał (ur. 1805)
- 1882 – Władimir Sołłogub, rosyjski hrabia, pisarz (ur. 1813)
- 1885:
  - Edwin von Manteuffel, pruski feldmarszałek (ur. 1809)
  - Ignaz Reimann, niemiecki organista, pedagog, filantrop (ur. 1820)
  - Napoleon Feliks Żaba, polski literat, podróżnik, wolnomularz, wykładowca akademicki (ur. 1803 lub 1805)
- 1887 – Aleksander Podwyszyński, polski aktor, reżyser, dyrektor teatru (ur. 1846)
- 1890 – Emmanuel Servais, luksemburski polityk, premier Luksemburga (ur. 1811)
- 1897 – Sebastian Kneipp, niemiecki duchowny katolicki, prekursor wodolecznictwa (ur. 1821)
- 1898:
  - Edward Burne-Jones, brytyjski malarz (ur. 1833)
  - Carlos de Haes, hiszpański malarz pochodzenia belgijskiego (ur. 1826)
- 1901 – Cornelius Gurlitt, niemiecki kompozytor (ur. 1820)
- 1902 – Karol Wedel, niemiecko-polski cukiernik (ur. 1813)
- 1903 – Józef Maria Cassant, francuski trapista, błogosławiony (ur. 1878)
- 1904 – Nikołaj Bobrikow, rosyjski wojskowy, polityk, generał-gubernator Wielkiego Księstwa Finlandii (ur. 1839)
- 1905:
  - Máximo Gómez, dominikański generał major (ur. 1836)
  - Alois Riegl, austriacki historyk (ur. 1858)
- 1911 – Hermann Rumpelt, niemiecki taternik, alpinista, fizyk (ur. 1883)
- 1913:
  - Jan Brzeziński, polski neurolog, literat (ur. 1850)
  - Mojżesz Grawe, polski szachista pochodzenia żydowskiego (ur. 1866)
- 1917 – Manuel Pando, boliwijski generał, polityk, prezydent Boliwii (ur. 1849)
- 1919 – Zygmunt Wielopolski, polski polityk (ur. 1863)
- 1920 – Gustav Zander, szwedzki ortopeda (ur. 1835)
- 1921 – Viktor Urbantschitsch, austriacki otorynolaryngolog, wykładowca akademicki l(ur. 1847)
- 1923 – Seweryn Bieszczad, polski malarz (ur. 1852)
- 1924 – Victor-Charles Mahillon, belgijski muzykolog, budowniczy instrumentów muzycznych (ur. 1841)
- 1925 – A.C. Benson, brytyjski poeta, prozaik (ur. 1862)[potrzebny przypis]
- 1926 – Eugène Jolivet, francuski kontradmirał (ur. 1868)
- 1928 – Karl Pohlig, niemiecki kompozytor, pianista, dyrygent (ur. 1858)
- 1929 – Tadeusz Gepner, polski neurolog, psychiatra (ur. 1882)
- 1930:
  - Petyr Abraszew, bułgarski prawnik, polityk (ur. 1866)
  - Lodewijk Bolk, holenderski anatom (ur. 1866)
  - Władysław Dulęba, polski adwokat, polityk (ur. 1851)
  - Arnold Schattschneider, niemiecki muzyk, pedagog (ur. 1869)
  - Franz Statz, niemiecki architekt, wykładowca akademicki (ur. 1848)
- 1932:
  - John Quick, australijski prawnik, polityk pochodzenia brytyjskiego (ur. 1852)
  - Christian Werner, niemiecki kierowca wyścigowy (ur. 1892)
- 1935 – Marian Hłuszkewycz, ukraiński prawnik, poeta (ur. 1877)
- 1936 – Henry B. Walthall, amerykański aktor (ur. 1878)
- 1938:
  - Vane Pennell, brytyjski zawodnik racketsa i jeu de paume (ur. 1876)
  - Arkadź Smolicz, białoruski geograf, kartograf, polityk, działacz narodowy (ur. 1891)
- 1939 – Eugène Weidmann, niemiecki seryjny morderca (ur. 1908)
- 1940:
  - Arthur Harden, brytyjski biochemik, laureat Nagrody Nobla (ur. 1865)
  - Emil Rosyvać, polski porucznik kawalerii pochodzenia chorwackiego (ur. 1912)
- 1941:
  - Leonia Martin, francuska zakonnica, Służebnica Boża (ur. 1863)
  - Johan Wagenaar, holenderski kompozytor, dyrygent, organista, pedagog (ur. 1862)
- 1942:
  - Otto Herschmann, austriacki pływak, szermierz, prawnik, działacz sportowy pochodzenia żydowskiego (ur. 1877)
  - Charles Fitzpatrick, kanadyjski prawnik, polityk (ur. 1853)
  - Antoni Ludwiczak, polski duchowny katolicki, polityk, poseł na Sejm Ustawodawczy (ur. 1878)
  - Marie Moravcová, czeska członkini ruchu oporu (ur. 1898)
  - Adam Ullmann, polski kapitan rezerwy artylerii (ur. 1895)
- 1944:
  - Janina Bier, polska działaczka komunistyczna (ur. 1912)
  - Heinz Hellmich, niemiecki generał (ur. 1890)
  - Herbert Montagu-Douglas-Scott, brytyjski arystokrata, wojskowy, polityk (ur. 1872)
  - Leon Zygarlicki, polski sierżant pilot (ur. 1919)
- 1945 – Vjekoslav Servatzy, chorwacki generał, członek ruchu ustaszy (ur. 1889)
- 1946 – Joe Dawson, amerykański kierowca wyścigowy (ur. 1889)
- 1948:
  - Magdalena Gross, polska rzeźbiarka pochodzenia żydowskiego (ur. 1891)
  - Stanisław Józef Kozicki, polski generał brygady (ur. 1893)
  - Henrik Lund, grenlandzki duchowny ewangelicki, kompozytor, malarz (ur. 1875)
- 1952:
  - John Parsons, amerykański chemik, okultysta (ur. 1914)
  - Jerzy Rygier, polski aktor, reżyser teatralny (ur. 1887)
- 1955 – Carlyle Blackwell, amerykański aktor, reżyser i producent filmowy (ur. 1884)
- 1956:
  - Bob Sweikert, amerykański kierowca wyścigowy (ur. 1926)
  - Artur Văitoianu, rumuński generał, polityk, premier Rumunii (ur. 1864)
- 1957 – Augusto Samuel Boyd, panamski chirurg, polityk, wiceprezydent i prezydent Panamy (ur. 1879)
- 1958:
  - Aleksander III, syryjski duchowny prawosławny, patriarcha Antiochii (ur. 1869)
  - Jakub Wojciechowski, polski robotnik, pisarz (ur. 1884)
- 1960 – Pierre Reverdy, francuski poeta (ur. 1889)
- 1961 – Jeff Chandler, amerykański aktor (ur. 1918)
- 1962 – Nikołaj Smirnow, radziecki działacz gospodarczy, polityk (ur. 1906)
- 1963:
  - Richard Baer, niemiecki funkcjonariusz i zbrodniarz nazistowski (ur. 1911)
  - Alan Brooke, brytyjski arystokrata, marszałek polny (ur. 1883)
  - John Cowper Powys, brytyjski poeta, prozaik, eseista (ur. 1872)
  - Carl Friedrich Roewer, niemiecki arachnolog (ur. 1881)
- 1964 – René Crabos, francuski rugbysta, sędzia, trener, działacz sportowy (ur. 1899)
- 1965 – Thor Ørvig, norweski żeglarz sportowy (ur. 1891)
- 1967 – Katarzyna Żbikowska, polska aktorka (ur. 1884)[potrzebny przypis]
- 1968:
  - José Nasazzi, urugwajski piłkarz (ur. 1901)
  - Karol Taylor, polski inżynier, konstruktor silników spalinowych (ur. 1878)
- 1969 – Primo Magnani, włoski kolarz szosowy i torowy (ur. 1892)
- 1970 – Czesław Szystowski, polski generał brygady (ur. 1893)
- 1971:
  - Bolesław Busiakiewicz, polski dziennikarz, krytyk muzyczny (ur. 1890)
  - Antoni Szylling, polski generał dywizji (ur. 1884)
- 1972 – Eugeniusz Poreda, polski aktor, reżyser, scenograf, dyrektor teatrów, żołnierz AK (ur. 1905)
- 1973:
  - Awraham-Jehuda Goldrat, izraelski rabin, polityk (ur. 1912)
  - Nils Sandström, szwedzki lekkoatleta, sprinter (ur. 1893)
- 1975 – Alfred Aufdenblatten, szwajcarski wspinacz, biegacz narciarski, biathlonista (ur. 1897)
- 1976 – Richard Casey, australijski dyplomata, polityk, minister skarbu, minister spraw zagranicznych, gubernator generalny (ur. 1890)
- 1979:
  - Jan Czarnecki, polski generał brygady (ur. 1919)
  - Tesourinha, brazylijski piłkarz (ur. 1921)
- 1981 – Richard O’Connor, brytyjski generał (ur. 1889)
- 1982:
  - Walter James, brytyjski wioślarz (ur. 1896)
  - Zdeněk Kalista, czeski historyk kultury, poeta, krytyk literacki, tłumacz (ur. 1900)
  - Stanisław Wacław Raczyński, polski porucznik kawalerii (ur. 1898)
- 1983:
  - George Benson, walijski aktor (ur. 1911)[potrzebny przypis]
  - Miron Białoszewski, polski poeta, prozaik, dramatopisarz, aktor teatralny (ur. 1922)
- 1985 – John Boulting, brytyjski reżyser filmowy (ur. 1913)[potrzebny przypis]
- 1986:
  - Felipe Rosas, meksykański piłkarz, trener (ur. 1910)
  - Kate Smith, amerykańska piosenkarka (ur. 1907)
- 1987 – Marian Nagnajewicz, polski filolog klasyczny (ur. 1911)
- 1988:
  - Wacław Czerwiński, polski pilot, konstruktor lotniczy (ur. 1900)
  - Witalis Ludwiczak, polski porucznik, hokeista, wioślarz, prawnik, wykładowca akademicki (ur. 1910)
- 1989:
  - Ko Hirasawa, japoński neurolog, neuroanatom (ur. 1900)
  - Władimir Tołubko, radziecki dowódca wojskowy, główny marszałek artylerii (ur. 1914)
- 1991:
  - Dmitrij Pawłow, radziecki generał porucznik, polityk (ur. 1905)
  - Wilhelmina Matuszewska, polska historyk (ur. 1913)
- 1994:
  - Boris Aleksandrow, rosyjski generał major, kompozytor, dyrygent (ur. 1905)
  - Jurij Nagibin, rosyjski pisarz, scenarzysta filmowy (ur. 1920)
  - Frank Yates, brytyjski matematyk, statystyk (ur. 1902)
- 1995 – David Ennals, brytyjski polityk (ur. 1922)
- 1996:
  - Thomas Kuhn, amerykański fizyk, historyk i filozof nauki pochodzenia żydowskiego (ur. 1922)
  - Andrzej Weber, polski architekt (ur. 1933)
- 1997 – Wanda Zych, polska malarka (ur. 1904)
- 1998:
  - John Carberry, amerykański duchowny katolicki, biskup Columbus, arcybiskup St. Louis, kardynał (ur. 1904)
  - Aage Eriksen, norweski zapaśnik (ur. 1917)
- 1999:
  - Paul-Émile de Souza, beniński polityk przewodniczący Beninu (ur. ok. 1930)
  - Basil Hume, brytyjski duchowny katolicki, arcybiskup Westminster, prymas Anglii i Walii, kardynał (ur. 1923)
- 2000:
  - Krzysztof Gwis, polski brydżysta (ur. 1939)
  - Juozas Jagelavičius, litewski wioślarz (ur. 1939)
- 2001:
  - John C. Broderick, amerykański aktor, reżyser, producent i montażysta filmowy (ur. 1942)
  - Donald Cram, amerykański chemik, laureat Nagrody Nobla (ur. 1919)
  - Thomas Winning, szkocki duchowny katolicki, arcybiskup Glasgow, kardynał (ur. 1925)
- 2002:
  - Willie Davenport, amerykański lekkoatleta, płotkarz (ur. 1943)
  - Irena Kempówna, polska szybowniczka (ur. 1920)
  - Fritz Walter, niemiecki piłkarz (ur. 1920)
- 2004:
  - Jacek Kuroń, polski historyk, pedagog, polityk, działacz opozycji antykomunistycznej, minister pracy i pomocy społecznej (ur. 1934)
  - Sara Lidman, szwedzka pisarka (ur. 1923)
- 2005:
  - Józef Kuczyński, polski lekarz weterynarii, polityk, senator RP (ur. 1931)
  - Henryk Majewski, polski trębacz jazzowy (ur. 1936)
  - Karl Mueller, amerykański basista, członek zespołu Soul Asylum (ur. 1962)[potrzebny przypis]
- 2006:
  - Dawid Kugultinow, kałmucki pisarz (ur. 1922)
  - Joaquim Miranda, portugalski ekonomista, polityk (ur. 1950)
  - Chalim Sadułajew, czeczeński polityk, prezydent Czeczeńskiej Republiki Iczkerii (ur. 1967)
  - Andrzej Szeląg, polski dziennikarz i komentator sportowy (ur. 1943)
- 2007:
  - Angelo Felici, włoski kardynał, nuncjusz apostolski (ur. 1919)
  - Gianfranco Ferré, włoski projektant mody (ur. 1944)
- 2008:
  - Cyd Charisse, amerykańska aktorka, tancerka (ur. 1922)
  - Henryk Mandelbaum, polski więzień obozu Auschwitz-Birkenau, uczestnik marszu śmierci pochodzenia żydowskiego (ur. 1922)
- 2009:
  - Ralf Dahrendorf, niemiecki socjolog, politolog, polityk (ur. 1929)
  - Barbara Fiala, polska koszykarka, trenerka (ur. 1935)
  - Leon Janczak, polski polityk, poseł na Sejm PRL (ur. 1922)
  - Aldona Romanowicz, polska malarka, konserwatorka dzieł sztuki (ur. 1909)
  - Juan Romero, paragwajski piłkarz, trener (ur. 1934)
- 2010 – Elżbieta Czyżewska, polska aktorka (ur. 1938)
- 2011 – Rex Mossop, australijski rugbysta, komentator sportowy (ur. 1928)
- 2012:
  - Włodzimierz Gedymin, polski pułkownik pilot, żołnierz AK (ur. 1915)
  - Krzysztof Jędrzejko, polski botanik, briolog, geobotanik, wykładowca akademicki (ur. 1945)
  - Rodney King, amerykańska ofiara przemocy policyjnej (ur. 1965)
- 2013 – Werner Lang, niemiecki inżynier motoryzacyjny (ur. 1922)
- 2014:
  - Patsy Byrne, brytyjska aktorka (ur. 1933)
  - Izydor Dziubiński, polski matematyk (ur. 1929)
  - Andrzej Jakimiec, polski reżyser teatralny, kierownik literacki i dyrektor teatrów (ur. 1948)
  - Mario Llamas, meksykański tenisista (ur. 1928)
- 2015:
  - Ron Clarke, australijski lekkoatleta, długodystansowiec (ur. 1937)
  - Süleyman Demirel, turecki polityk, premier i prezydent Turcji (ur. 1924)
  - Roberto Marcelo Levingston, argentyński generał, polityk, prezydent Argentyny (ur. 1920)
  - Jeralean Talley, amerykańska superstulatka (ur. 1899)
- 2016:
  - Angel Gelmi Bertocchi, włoski duchowny katolicki, biskup Cochabamby (ur. 1938)
  - Ron Lester, amerykański aktor (ur. 1970)
- 2017:
  - Józef Grudzień, polski bokser (ur. 1939)
  - Baldwin Lonsdale, vanuacki polityk, prezydent Vanuatu (ur. 1948)
  - Antoni Walerych, polski rzeźbiarz, malarz, artysta współczesny (ur. 1952)
  - Emil Wojtaszek, polski dyplomata, polityk, minister administracji, gospodarki terenowej i ochrony środowiska, minister spraw zagranicznych (ur. 1927)
- 2018:
  - Alina Afanasjew, polska artystka, scenograf, autorka bajek, scenarzystka (ur. 1930)
  - Joanna Kulmowa, polska pisarka, satyryk, tłumaczka (ur. 1928)
  - Jan Nowak, polski działacz piłkarski (ur. 1928)
- 2019:
  - Filipp Bobkow, rosyjski generał armii, funkcjonariusz KGB (ur. 1925)
  - Moacyr Grechi, brazylijski duchowny katolicki, arcybiskup Porto Velho (ur. 1936)
  - Zbigniew Horbowy, polski plastyk, twórca szkła artystycznego (ur. 1935)
  - Muhammad Mursi, egipski polityk, prezydent Egiptu (ur. 1951)
  - Zbigniew Nowek, polski prawnik, oficer wywiadu, szef UOP i Agencji Wywiadu (ur. 1959)
  - Gloria Vanderbilt, amerykańska projektantka mody, pisarka (ur. 1924)
- 2020:
  - Marlene Ahrens, chilijska lekkoatletka, oszczepniczka (ur. 1933)
  - William C. Dement, amerykański fizjolog, psychiatra (ur. 1928)
  - György Kárpáti, węgierski piłkarz wodny (ur. 1935)
  - Petr Král, czeski poeta, tłumacz (ur. 1941)
  - Jean Kennedy Smith, amerykańska urzędniczka, dyplomatka (ur. 1928)
  - Willie Thorne, brytyjski snookerzysta (ur. 1954)
- 2021:
  - Wanda Czełkowska, polska rzeźbiarka (ur. 1930)
  - Kenneth Kaunda, zambijski polityk, prezydent Zambii (ur. 1924)
  - Dimbi Tubilandu, kongijski piłkarz (ur. 1948)
  - Wojciech Tuszko, polski fotograf (ur. 1921)
- 2022:
  - Flavio Carraro, włoski duchowny katolicki, biskup Werony (ur. 1932)
  - Bruno Pedron, włoski duchowny katolicki, biskup Ji-Paraná w Brazylii (ur. 1944)
  - Marlenka Stupica, słoweńska ilustratorka, malarka (ur. 1927)
  - Nicole Tomczak-Jaegermann, kanadyjska matematyk, wykładowczyni akademicka (ur. 1945)
  - Jean-Louis Trintignant, francuski aktor (ur. 1930)
- 2023:
  - Barbara Chwirot, polska biolog, wykładowczyni akademicka (ur. 1950)
  - Maria Grzybkowska, polska entomolog, wykładowczyni akademicka (ur. 1948)
  - Michał Oliwiecki, polski działacz państwowy i społeczny, samorządowiec, prezydent Elbląga (ur. 1934)
  - Naum Prifti, albański prozaik, dramaturg, scenarzysta filmowy (ur. 1932)
- 2024:
  - Anders Bodegård, szwedzki slawista, tłumacz (ur. 1944)
  - Tadeusz Śliwa, polski duchowny katolicki, teolog, historyk (ur. 1925)
- 2025:
  - Alfred Brendel, austriacki pianista, pedagog muzyczny, prozaik, poeta (ur. 1931)
  - Egon Coordes, niemiecki piłkarz, trener (ur. 1944)
  - Léon Krier, luksemburski architekt, urbanista, planista, publicysta (ur. 1946)
  - Bernard Lacombe, francuski piłkarz, trener (ur. 1952)
  - Gailard Sartain, amerykański aktor (ur. 1946)